# Ezio Galbiati
Ezio Galbiati (Albate, 13 febbraio 1931 – Reggio nell'Emilia, 14 dicembre 2014) è stato un allenatore di calcio e calciatore italiano, di ruolo portiere.

## Carriera

### Giocatore
Cresce nel Cantù, per poi essere prelevato dall'Atalanta, con la quale esordisce in Serie A, disputandovi cinque stagioni. Debutta nella massima serie il 23 gennaio 1955, sul campo della Juventus, giocando 10 partite nella stagione di esordio. Nel campionato 1955-1956 è titolare della formazione nerazzurra, con la quale scende in campo 30 volte, mentre nelle stagioni successive si alterna con Angelo Boccardi.
Nel 1958 passa al Palermo in Serie B, dove non trova spazio: ancora impiegato come riserva (questa volta di Walter Pontel), disputa 6 partite in campionato. L'anno successivo scende ulteriormente di categoria, alla Pro Vercelli in Serie C, dove ritrova il posto da titolare. Rientrato a Palermo, disputa un'unica partite nel campionato 1960-1961, come riserva di Roberto Anzolin.
A fine stagione lascia definitivamente la Sicilia per trasferirsi alla Reggiana, con cui gioca per sei tornei alternati tra B e C, quasi sempre come riserva, e concludendovi la carriera.

### Allenatore
Esordisce come allenatore nel campionato di Serie B 1969-1970, alla guida della Reggina, con cui ottiene il sesto posto in classifica.
Nel 1970 torna a Reggio Emilia, ottenendo la promozione dalla Serie C alla Serie B. Rimane sulla panchina granata per altre due stagioni e mezzo nella serie cadetta, prima di essere esonerato alla 19ª giornata del campionato 1973-1974. Nel 1974 Paolo Borea lo chiama sulla panchina del Modena, con cui ottiene la promozione in Serie B; a fine stagione lascia i canarini e approda alla Ternana, tra i cadetti, dove viene esonerato.
Nell'autunno 1976 viene ingaggiato dal Piacenza, dove sostituisce Gianni Invernizzi. Riconfermato anche per la stagione successiva, non riesce a inserire gli emiliani nella lotta per la promozione, e viene esonerato sul finire del campionato. Prosegue la carriera allenando in Serie C1 e Serie C2: nel gennaio 1979 torna a Modena, senza poter evitare la retrocessione in Serie C2, e in seguito guida Teramo, Novara, Spezia e Sassuolo.
Terminata la carriera di allenatore, resta nello staff tecnico della Reggiana per diversi anni.

## Statistiche

### Presenze e reti nei club
| Stagione        | Club            | Campionato | Campionato | Campionato |
| Stagione        | Club            | Comp       | Pres       | Reti       |
| --------------- | --------------- | ---------- | ---------- | ---------- |
| 1952-1953       | Cantù           | Prom.      | ?          | -?         |
| 1953-1954       | Atalanta        | A          | 0          | 0          |
| 1954-1955       | Atalanta        | A          | 10         | -8         |
| 1955-1956       | Atalanta        | A          | 30         | -47        |
| 1956-1957       | Atalanta        | A          | 15         | -21        |
| 1957-1958       | Atalanta        | A          | 14         | -12        |
| Totale Atalanta | Totale Atalanta |            | 69         | -88        |
| 1958-1959       | Palermo         | B          | 6          | -11        |
| 1959-1960       | Pro Vercelli    | C          | 21         | -?         |
| 1960-1961       | Palermo         | B          | 1          | -1         |
| Totale Palermo  | Totale Palermo  |            | 7          | -12        |
| 1961-1962       | Reggiana        | B          | 7          | -12        |
| 1962-1963       | Reggiana        | C          | 14         | -9         |
| 1963-1964       | Reggiana        | C          | 1          | -1         |
| 1964-1965       | Reggiana        | B          | 0          | 0          |
| 1965-1966       | Reggiana        | B          | 9          | -9         |
| 1966-1967       | Reggiana        | B          | 2          | -1         |
| Totale Reggiana | Totale Reggiana |            | 33         | -32        |
| Totale carriera | Totale carriera |            | 130+       | -132+      |

## Palmarès

### Giocatore
- Campionato italiano Serie C: 1

Reggiana: 1963-1964

### Allenatore
- Campionato italiano Serie C: 2

Reggiana: 1970-1971
Modena: 1974-1975